# Кастелучо Супериоре
Кастелучо Супериоре (итал. Castelluccio Superiore) је насеље у Италији у округу Потенца, региону Базиликата.
Према процени из 2011. у насељу је живело 681 становника. Насеље се налази на надморској висини од 688 м.

## Становништво
| 1951. | 1961. | 1971. | 1981. | 1991. | 2001. | 2011. |
| ----- | ----- | ----- | ----- | ----- | ----- | ----- |
| 1.700 | 1.688 | 1.472 | 1.248 | 1.142 | 987   | 860   |